# Socijaldemokratska partija
Partia Socjaldemokratyczna (serb. Socijaldemokratska partija / Социјалдемократска партија, SDP) – serbska partia polityczna o profilu socjaldemokratycznym, działająca w latach 2002–2010.
SDP powstała w kwietniu 2002 w wyniku połączenia dwóch ugrupowań należących do Demokratycznej Opozycji Serbii – Socjaldemokracji (SD) i Unii Socjaldemokratycznej (SDU). Współprzewodniczącym zostali Slobodan Orlić z SD i Žarko Korać z SDU. Zwolennicy byłego lidera Socjaldemokracji Vuka Obradovicia zdecydowali jednak o kontynuowaniu odrębnej działalności swojej partii, a lider SDU już w 2003 doprowadził do reaktywowania swojej partii.
W wyborach w 2003 SDP startowała w koalicji z G17 Plus, uzyskując 3 mandaty poselskie. W 2004 do socjaldemokratów przyłączyła się Demokratyczna Alternatywa, a jej przewodniczący Nebojša Čović został nowym liderem. W 2007 SDP kandydowała w koalicji z Partią Zjednoczonych Emerytów Serbii, która z wynikiem 3,1% głosów nie przekroczyła wyborczego progu. Działalność ugrupowania zanikła, ostatecznie zostało rozwiązane w kwietniu 2010.